# Nottingham Forest Football Club 2013-2014
Questa voce raccoglie le informazioni riguardanti il Nottingham Forest Football Club nelle competizioni ufficiali della stagione 2013-2014.

## Stagione
Anche per la stagione 2013-2014 il Nottingham Forest ha partecipato alla seconda divisione del campionato inglese, la Championship, classificandosi all' undicesimo posto. Nella FA Cup e nella League Cup, è stato invece eliminato rispettivamente al quinto e al terzo turno.
La formazione ha visto l'avvicendarsi di 2 manager:  Billy Davies, confermato dalla stagione precedente, che il 24 marzo è stato esonerato in favore del traghettatore Gary Brazil.

## Maglie e sponsor
Sponsor tecnico della società è la tedesca ADIDAS.
|  | Casa | Trasferta | Terza |

## Rosa
| N. |                        | Ruolo | Calciatore        |
| -- | ---------------------- | ----- | ----------------- |
| 1  | Inghilterra (bandiera) | P     | Karl Darlow       |
| 2  | Stati Uniti (bandiera) | D     | Eric Lichaj       |
| 3  | Inghilterra (bandiera) | D     | Dan Harding       |
| 5  | Galles (bandiera)      | C     | Danny Collins     |
| 6  | Francia (bandiera)     | C     | Guy Moussi        |
| 8  | Inghilterra (bandiera) | C     | Chris Cohen       |
| 9  | Inghilterra (bandiera) | A     | Darius Henderson  |
| 10 | Inghilterra (bandiera) | C     | Henri Lansbury    |
| 11 | Irlanda (bandiera)     | C     | Andy Reid         |
| 12 | Scozia (bandiera)      | C     | Jamie Mackie      |
| 13 | Scozia (bandiera)      | D     | Danny Fox         |
| 14 | Inghilterra (bandiera) | C     | Jonathan Greening |
| 15 | Inghilterra (bandiera) | D     | Greg Halford      |
| 16 | Inghilterra (bandiera) | D     | Jamaal Lascelles  |
| 20 | Inghilterra (bandiera) | A     | Marcus Tudgay     |

| N. |                              | Ruolo | Calciatore         |
| -- | ---------------------------- | ----- | ------------------ |
| 21 | Inghilterra (bandiera)       | A     | Jamie Paterson     |
| 22 | Inghilterra (bandiera)       | D     | Kelvin Wilson      |
| 23 | Antigua e Barbuda (bandiera) | A     | Dexter Blackstock  |
| 24 | Galles (bandiera)            | C     | David Vaughan      |
| 25 | Inghilterra (bandiera)       | A     | Jack Hobbs         |
| 26 | Bulgaria (bandiera)          | P     | Dimităr Evtimov    |
| 27 | Inghilterra (bandiera)       | A     | Matt Derbyshire    |
| 28 | Polonia (bandiera)           | C     | Radosław Majewski  |
| 29 | Paesi Bassi (bandiera)       | P     | Dorus de Vries     |
| 30 | Irlanda (bandiera)           | C     | Stephen McLaughlin |
| 31 | Irlanda (bandiera)           | A     | Simon Cox          |
| 39 | Algeria (bandiera)           | C     | Djamel Abdoun      |
|    | Senegal (bandiera)           | D     | Kévin Gomis        |
|    | Inghilterra (bandiera)       | D     | Michael Mancienne  |
|    | Germania (bandiera)          | C     | Robert Tesche      |